# مارك لوغان (لاعب كرة قدم أمريكية)
مارك لوغان (بالإنجليزية: Marc Logan)‏ هو لاعب كرة قدم أمريكية أمريكي، ولد في 9 مايو 1965 في ليكسينغتون في الولايات المتحدة.

## وصلات خارجية
- مارك لوغان على موقع مرجع كرة القدم المحترفة.كوم (الإنجليزية)